# 劉子華
劉子華（1899年9月20日—1992年4月1日），男，客家人，四川省简州甄子场（今洛带镇）人，巴黎大學文學博士，中國天文學家、易學家，號稱利用易學結合天文學創造「八卦宇宙论」，推測出所謂的太陽系第十大行星「木王星」聞名。

## 生平

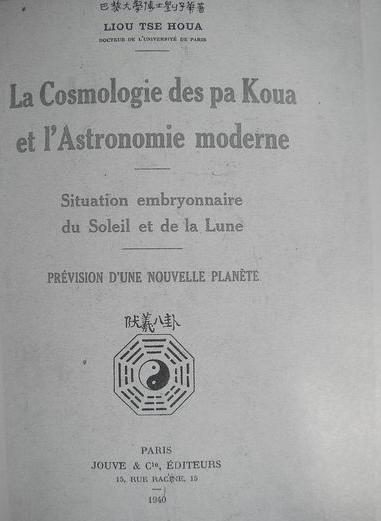
1940年出版的法文版《八卦宇宙論與現代天文》封面

據劉子華自述，他1919年赴法留學，法文名，專攻道教，1943年取得巴黎大學文學博士學位，博士論文《八卦宇宙論與現代天文——日月之胎時地位——一顆新行星的預測》於1940年11月11日經由專精漢學的文學院院長答辯通過。該文主張依照《易經》，太陽系各星体与八卦卦位存在着对应关系，每一卦位所属星体的平均轨道速度和密度均分别为一个密值，所有主要星球运行速度加在一起，称为“中心动力”，即為太极，此說他稱為「太極中心說」。他也認為星体也有男、女配偶关系，太阳配火星，月球配金星，地球配水星，木星配土星，冥王星配海王星，至於天王星有一顆待发现的配偶，為第十大行星，他称之为「木王星」，推算出該星距太阳约74亿公里，公转周期约为800年，平均轨道运行速度为每秒2公里，密度为每立方厘米0.424克。
梁宗岱著作《詩與真》提到《大公报》在1942年1月27日刊登一篇名為〈沦陷后的巴黎〉文章報導劉子華的研究。上寫：「此外還有一件類似滑稽小說的最近新聞而有確為事實者。有一位二十年前由勤工儉學來法的四川學生劉子華君者，用八卦為根據推算結果，證明行星中尚缺一個，為今日天文學家所不知。劉君對此研究有年，源源本本，言之鑿鑿。外國學界，甚為注意，新聞報紙，爭相記載，稱之為中國少年天文學家。劉君因此寫博士論文，巴黎大學因此而與劉君以理科博士。作八卦者為『仰觀天文』之伏羲，去今不知幾萬千年了。演繹易經者為文王周公孔子諸大聖人，去今也遠在三千年前。今在數萬千年之後，居然算出一個未之前聞的行星，而所根據者又為這一套老之又老的八卦，大哉中國人思想之先進而神乎其神，妙哉八卦為理之莫測高深！下士聞道而大笑之，我與讀者諸君，其慎之哉勿為下士也。」
1945年劉子華歸國，受到各界歡迎，當年重庆《中央日报》大幅報導劉子華的「八卦宇宙论」，宣传部长张道藩也撰文鼓吹，一时之间很多人捧场。同年11月26日，朴英君在《新華日報》〈荒謬的木王星〉寫道：「……任何一個在大學裏讀物理或數學的學生都會明白，像八卦那樣的東西，連一個運動方程式都沒有，是絕不可能用來發現什麼新的行星的。」次月，12月16日，天文學家張鈺哲在《大公报》撰文〈你知道行星是如何发现的吗？〉駁斥劉子華。
1949年，由劉伯承委任為四川省人民政府参事室参事。
1962年生子劉少華。
1989年由四川科學技術出版社出版著作《八卦宇宙论与现代天文》，並獲得李約瑟讚為「新增一本最有价值的书」。

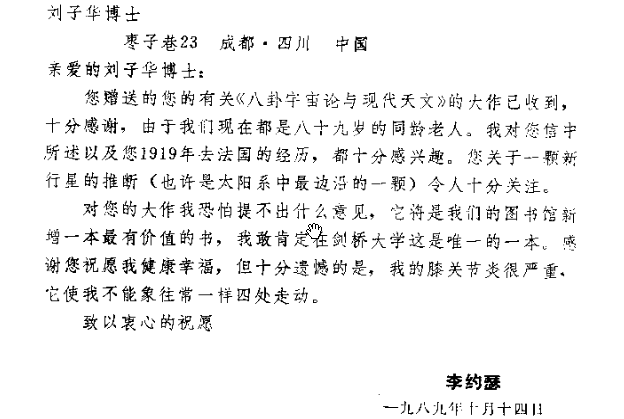
1989年出版的中文版《八卦宇宙論與現代天文》中，李約瑟寫信給劉子華

## 身後
刘子华去世后，其家人自行编印《刘子华博士纪念文集》、《刘子华百年纪念》画册，成立「刘子华学术研究会」，对刘子华生平事迹、「八卦宇宙论」等观点进行重点介绍和宣传。文中描寫刘子华是一位杰出的天文学家和天才的易经八卦大师，宣傳其博士论文的出版造成西方天文学界轰动。刘子华參加徵文比賽，連爱因斯坦都亲自颁发特别荣誉奖。刘子华還在巴黎大学举办学术讲座，应邀在香榭丽舍大道举办长期讲座等等。但以上提不出實證。出生地洛带镇的居民還为其立雕像。
1994年，天文學家卞德培指出：“所谓用八卦发现了第十大行星，只可能是场令人嗤之以鼻的小小闹剧。”
2003年，作家林笑天出版诗歌集《刘子华之歌》 歌頌刘子华貢獻。
2005年阋神星發現之時，成都飞机设计研究所李力知研究员宣稱早在65年前就被劉子華推測出，並稱他师从瑪麗·居禮、爱因斯坦、柏格森等世界级大师。此篇報導引起不少追捧，紛紛稱讚劉子華將中国传统文化与西方现代科学结合，對天文學做出重大貢獻，譽為與哥白尼齊名。但實際上，鬩神星與木王星的所有數值皆差異頗大，科學史也沒記載劉子華與各大科學家有關。對此追捧風潮，方舟子發文打假，並指劉子華欺世盜名，連出生年月都造假。畢業證書寫出生於1906年9月16日，而中国官方资料显示其出生于1899年9月20日，刘子华家人说其出生1900年。同年底，《北京科技报》將「八卦宇宙論」列入《2005科技骗局之六：八卦专家预测第十大行星》。
之後方舟子與相關媒體被劉子華遺孀曾宇裳與兒子劉少華告以妨礙名譽。2007年被告方敗訴，理由是方舟子无法直接证明刘子华自己生前对其生平及理论进行过大范围的传播，以恶意欺骗世人，盗取名誉，所以不能用「欺世盗名」形容刘子华。

## 外部連結
- 《八卦宇宙论与现代天文》中文版全文
- 刘子华“八卦宇宙论”事件 （页面存档备份，存于）